# La Saveur de la pastèque
Pour plus de détails, voir Fiche technique et Distribution.
La Saveur de la pastèque (chinois : 天邊一朵雲, pinyin: tiān biān yi duǒyún, signifiant « un petit nuage au bord du paradis ») est un film franco-taïwanais réalisé par Tsai Ming-liang, sorti en 2005. Il a d'abord été intitulé Un nuage au bord du ciel avant sa sortie en salles.
Presque sans dialogues, le film alterne scènes de la vie courante pendant une sécheresse, scènes d'un érotisme troublant ou d'une pornographie sombre, où le vagin est remplacé par une pastèque, ponctuées de passages chantés par une troupe de danseurs, dignes d'une comédie musicale, sans lien apparent avec l'action du film.

## Synopsis
Le film se déroule durant une sécheresse à Taïwan. L'eau est coupée de 14 à 22 heures. Shiang-chyi en vole dans les toilettes publiques. Hsiao-Kang se baigne dans les réservoirs d'eau de pluie, au sommet des gratte-ciels. Le jus de pastèque est aussi devenu une alternative pour la population taïwanaise. Une liaison entre les deux protagonistes va se former petit à petit mais Hsiao-Kang cache son métier (acteur porno) à Shiang-chyi.

## Fiche technique
- Titre : La Saveur de la pastèque
- Titre original : tiān biān yi duǒyún (天邊一朵雲), littéralement « un petit nuage au bord du paradis »
- Titre anglais : The Wayward Cloud
- Réalisation et scénario : Tsai Ming-liang
- Photographie : Liao Pen-jung
- Montage : Chen Sheng-chang
- Décors : Timmy Yip
- Production : Bruno Pésery et Vincent Wang
- Pays de production :  Taïwan et  France
- Format : couleur - 1,85:1 - Dolby Digital - 35 mm
- Genre : musical, drame
- Durée : 114 minutes
- Dates de sortie :
  - Allemagne : 16 février 2005 (Berlinale)
  - Taïwan : 18 mars 2005
  - France : 30 novembre 2005
  - Belgique : 11 janvier 2006
- Film interdit aux moins de 16 ans lors de sa sortie en France

## Distribution
- Lee Kang-sheng : Hsiao-kang
- Chen Shiang-chyi : Shiang-chyi
- Lu Yi-ching
- Yang Kuei-mei
- Sumomo Yozakura

## Distinctions
- Berlinale 2005 : Ours d'argent de la meilleure contribution artistique, prix Alfred-Bauer et prix FIPRESCI
- Festival des trois continents 2005 : Prix de la mise en scène pour Tsai Ming-liang
- Grand prix de l'Union de la critique de cinéma 2007 : nomination